# Новиков, Михаил Михайлович
Михаил Михайлович Новиков (14 [26] марта 1876, Москва — 19 декабря 1965, Наяк, Нью-Йорк) — русский зоолог, профессор и ректор Московского университета (1919—1920).

## Биография
Родился в Москве на Житной улице, в доме, который принадлежал его деду (и впоследствии перешёл во владение историка В. О. Ключевского). Его отец, происходивший из зажиточного семейства крупных московских скотопромышленников, разорился к моменту рождения сына.
В 1886—1894 годах Михаил Новиков (младший) учился в Московском коммерческом училище и после окончания его получил звание личного почётного гражданина. Из-за стеснённых семейных обстоятельств (помогал материально отцу, рано женился) вынужденно работал по найму: вначале в страховом обществе, затем в банке, занимая скромные должности; одновременно занимался репетиторством, преподавал бухгалтерию в реальном училище Мазинга и банковское счетоводство в Обществе распространения коммерческого образования; при этом самостоятельно готовился к поступлению в университет. В 1901 году после улучшения материального положения (наследство жены) принял решение прослушать университетский курс, однако, поскольку считал неудобным из-за возраста учиться в России, в октябре 1901 года по рекомендации А. А. Тихомирова поступил на естественный факультет Гейдельбергского университета, учился у О. Бючли и А. Косселя. В 1904 году, получив в университете степень доктора философии, вернулся в Россию.
По совету Н. К. Кольцова Новиков стал работать в Институте сравнительной анатомии Московского университета (директором которого был М. А. Мензбир). В 1905 году сдал магистерские экзамены и получил должность приват-доцента Московского университета; читал лекции по общей биологии, гистологии и сравнительной анатомии беспозвоночных. Осенью 1906 года уехал на два года за границу; работал в Гейдельберге, Париже, на биологических станциях в Виллафранке, Триесте, Ровинью.
По возвращении в Москву в 1908 году был избран гласным Московской городской думы.
В 1908 году стал читать курс общей гистологии в Московском университете. В январе 1910 года защитил магистерскую диссертацию «Исследования о хрящевой и костной тканях». В январе 1911 года, после защиты докторской диссертации, посвящённой морфологическому исследованию так называемого третьего (теменного) глаза у ящериц, занял должность ординарного профессора. В этом же году в числе 130 профессоров и доцентов подал в отставку в знак протеста против действий Кассо. Руководство Московского коммерческого института (директор П. И. Новгородцев) пригласило его для чтения курса сравнительной анатомии на техническом отделении. Здесь он проработал 5 лет; с 1912 года — в качестве ординарного профессора.
В 1912 году М. М. Новиков был избран в состав IV Государственной думы от Московской губернии, но, хотя и переехал в Петербург, сохранил за собой кафедру в Московском коммерческом институте. В думе входил в конституционно-демократическую фракцию; занимался главным образом вопросами народного образования (организация учебных заведений, вопросы университетской автономии и т. д.; по его инициативе был реформирован ряд учебных заведений, основаны новые вузы: Киевский и Харьковский коммерческие институты, Тифлисский университет).
В годы Первой мировой войны М. М. Новиков являлся председателем Московского отделения Комитета помощи военнопленным Международного Красного Креста; за свою энергичную работу был награждён орденом Международного Красного Креста. 25 июня 1917 года вновь избран гласным Московской городской думы по списку кадетской партии по новому избирательному закону, присутствовал на первом заседании думы после октябрьского восстания в Москве, 6 ноября.
На заседании Совета физико-математического факультета Московского университета 30 сентября 1917 года Новиков был избран сверхштатным ординарным профессором по кафедре зоологии. Одновременно заведовал зоологической лабораторией и был редактором в Московском обществе испытателей природы. В 1918 году был избран деканом физико-математического факультета Московского университета, весной 1919 года был выбран ректором университета и занимал должность до ареста в 1920 году. В 1918—1922 годах был председателем научной комиссии при Научно-техническом совете ВСНХ.
Впервые был арестован (на короткий срок) в 1918 году; в апреле 1920 года был вновь ненадолго арестован по делу «Тактического центра». В ноябре 1920 года ушёл в отставку из-за реорганизации управления университетами. Некоторое время продолжал работать на физико-математическом факультете. В 1922 году в составе большой группы представителей русской интеллигенции был выслан в Германию (см. «Философский пароход»); в 1923 году переехал в Чехию. В Праге он участвовал в организации Русского народного университета, который возглавлял в течение 16 лет — до конца 1939 года (в 1923—1925 гг. он также возглавлял отделение естественных наук этого университета). В 1925 году в Праге под его руководством были изданы «Труды Русского зоологического семинария в Праге 1923—1925 гг.» Новикову принадлежит главная заслуга в спасении погибающей без финансирования зоологической станции в Виллафранке. Он добился того, чтобы станцию под свою опеку взяла Чешская Академия наук.
Кроме Русского народного университета, Новиков с 1935 года стал профессором чешского Карлова университета. После оккупации Праги в октябре 1939 года М. М. Новиков с семьёй переехал в Братиславу, где ему были предложены должности ординарного профессора и директора лаборатории в Словацком университете, а также пост директора Зоологического института этого университета. С приближением Красной Армии к Братиславе семья Новикова уехала в американскую оккупационную зону. До 1949 года они жили в Регенсбурге, где Новиков преподавал в должности профессора местного университета, а также на кафедре зоологии Мюнхенского университета. Кроме того, с 1945 года в течение двух лет Новиков был деканом естественнонаучного факультета и профессором по кафедре зоологии эмигрантского университета при UNRRA (United Nations Relief and Rehabilitation Administration).
В августе 1949 года благодаря Толстовскому фонду он вместе с семьёй переехал в США. Здесь он руководил Русской академической группой, участвовал в деятельности Пироговского общества, выступал с публичными лекциями. В 1955 году возглавлял Организационный комитет по празднованию 200-летнего юбилея Московского университета в Нью-Йорке.
В 1954 году Гейдельбергский университет наградил Новикова «Золотым докторским дипломом»; в 1957 году он был избран действительным членом Американской академии искусств и наук.
Умер в Нэйаке (Nyack) под Нью-Йорком 19 декабря 1964 года. Похоронен на кладбище Новодивеевского монастыря.
… хотя звезда моя продолжала светить мне, и меня всюду встречали с достаточной приветливостью и гостеприимством, но жизнь без Родины и Московского университета, несмотря на все последующие успехи её, ощущалась мной как надломленная и неполнаяМ. М. Новиков От Москвы до Нью-Йорка
Автор 120 книг и статей естественнонаучного и публицистического содержания на разных европейских языках. Многие его научные открытия, например, описание особенностей строения зрительных органов низших животных, изучение действия гормонов на жизнедеятельность простейших организмов, теория по закономерностям образования органических форм и др. получили широкое признание в научных кругах.

## Сочинения
- Биологические станции Адриатического моря. — М.: тип. Имп. Моск. ун-та, 1909. — 41 с.
- Исследования о хрящевой и костной тканях. — М.: тип. Имп. Моск. ун-та, 1909. — IV, 157 с., 8 л. ил.
- Исследования о теменном глазе ящериц. — М.: тип. Имп. Моск. ун-та, 1910. — [2], II, 110 с., 6 л. цв. ил.
- Хватит ли на всех земли и как её разделить? — М.: «Идея», [1917]. — 16 с. — (Общедоступная народная библиотечка; № 2)
- Новиков Михаил Михайлович // Русские ведомости. 1863—1913: Сборник статей. — М., 1918. — Отд. 2. — С. 126.
- О. Бючли и его научная работа. — Петроград: Научное химико-техническое издательство. Научно-технический отдел В. С. Н. Х., 1922. — 23 с.
- Пределы естественно-научного познания живой природы. — Петроград: Науч. хим.-техн. изд-во, 1922. — 49 с.
- Проблемы жизни. — Берлин: Возрождение, 1923. — 116 с.
- Невидимые друзья и враги животного организма / Проф. М. М. Новиков, прив.-доц. Б. А. Шкафф. — Прага: Пламя, 1924. — 116 с. — (Современное естествознание и техника; № 1).
- Московский университет в первый период большевицкого режима // Московский университет: 1755—1930. Юбилейный сборник по случаю 175-летия Московского университета / Под ред. И. Б. Ельяшевича, А. А. Кизеветтера, М. М. Новикова. — Париж: Современные записки, 1930
- Русская научная организация и работа русских естествоиспытателей за границей. — Прага: Русский свободный университет, 1935. — 39 с.
- От Москвы до Нью-Йорка: Моя жизнь в науке и политике. — Нью-Йорк: Изд-во им. Чехова, 1952. — 404 с. (Современное переиздание: М.: Изд-во МГУ, 2009. — 320 с. — ISBN 978-5-211-05600-8).
- Первые шаги в эмиграции (1922) // Грани (Мюнхен). — 1958. — С. 128—129.
- Великаны российского естествознания. — Франкфурт-на-Майне: «Посев», 1960. — 199 с.
- О русской дореволюционной науке // Старые — молодым. — Мюнхен: Изд-во Центрального объединения политических эмигрантов из СССР (ЦОПЭ), 1962. — С. 71—79.